# Sedati
Sedati is een bestuurslaag in het regentschap Mojokerto van de provincie Oost-Java, Indonesië. Sedati telt 4891 inwoners (volkstelling 2010).